# Ioánnis Kakridís
 (novembre 2023).
Si vous disposez d'ouvrages ou d'articles de référence ou si vous connaissez des sites web de qualité traitant du thème abordé ici, merci de compléter l'article en donnant les références utiles à sa vérifiabilité et en les liant à la section « Notes et références ».
Ioánnis Kakridís (grec moderne : Ιωάννης Κακριδής) (17 novembre 1901, Athènes – 20 mars 1992, Athènes) est l’un des principaux hellénistes grecs, fils du latiniste Theofánis Kakridís (el), professeur à l’Université d’Athènes.
Ioánnis Kakridís fit ses études supérieures à l’Université d’Athènes mais aussi à Leipzig, Berlin et Vienne. Il fut reçu docteur à l’Université d’Athènes.
Il devient professeur sur l’île de Spetses (1922-1923), puis revient à Athènes et devient le rédacteur du Dictionnaire historique de la langue grecque (1924-1931).
Il enseigna à l’Université d’Athènes comme assistant (1930-1939) puis professeur (1939-1945), à l’Université de Stockholm (1947), à l’Université de Thessalonique (1948-1968 ; il en devient même recteur), à l’Université de Tübingen, à l’Université de Lund et à l’Université d’Uppsala.
Il se fit l’avocat du monotonisme dans la grande controverse linguistique qui sévit en Grèce au XXe siècle. Il fut même dénoncé en 1941 par sa faculté pour avoir republié un cours sous forme monotonique, contre la langue officiellement en vigueur ; suspendu au terme de ce que l’on appela alors le « Procès des accents », il démissionna de l’Université.
Parmi une bibliographie pléthorique (près de 40 livres et 200 articles), citons une traduction d’Homère en grec moderne, en collaboration avec Níkos Kazantzákis (1971) et une encyclopédie de mythologie grecque en cinq volumes.
Ioánnis Kakridís fut récipiendaire du Prix Herder.